# Dysphania numenia
Dysphania numenia är en fjärilsart som beskrevs av Jacob Hübner 1819. Dysphania numenia ingår i släktet Dysphania och familjen mätare. Inga underarter finns listade i Catalogue of Life.